# Campionati del mondo di ciclismo su pista 2016 - Inseguimento a squadre femminile
La gara di inseguimento a squadre femminile ai Campionati del mondo di ciclismo su pista 2016 si svolse il 3 e il 4 marzo 2016.

## Podio
| Pos.    | Atleta                                                          | Nazionalità   |
| ------- | --------------------------------------------------------------- | ------------- |
| Oro     | Sarah Hammer Kelly Catlin Chloe Dygert Jennifer Valente         | Stati Uniti   |
| Argento | Allison Beveridge Jasmin Glaesser Kirsti Lay Georgia Simmerling | Canada        |
| Bronzo  | Laura Trott Elinor Barker Ciara Horne Joanna Rowsell Shand      | Gran Bretagna |

## Risultati

### Qualificazioni
I migliori otto tempi si qualificarono per il primo turno, di cui i primi 4 rimanettero il lizza per l'oro, i migliori 2 tempi esclusi dalla finale per l'oro disputarono la finale per il bronzo.
| Posizione | Atleti                                                                   | Nazione       | Tempo    | Note |
| --------- | ------------------------------------------------------------------------ | ------------- | -------- | ---- |
| 1         | Sarah Hammer Kelly Catlin Chloe Dygert Jennifer Valente                  | Stati Uniti   | 4:16.180 | Q    |
| 2         | Allison Beveridge Jasmin Glaesser Kirsti Lay Georgia Simmerling          | Canada        | 4:20.664 | Q    |
| 3         | Lauren Ellis Rushlee Buchanan Jaime Nielsen Racquel Sheath               | Nuova Zelanda | 4:20.673 | Q    |
| 4         | Annette Edmondson Georgia Baker Ashlee Ankudinoff Amy Cure               | Australia     | 4:20.830 | Q    |
| 5         | Laura Trott Elinor Barker Ciara Horne Joanna Rowsell Shand               | Gran Bretagna | 4:21.054 | q    |
| 6         | Katarzyna Pawłowska Eugenia Bujak Edyta Jasińska Natalia Rutkowska       | Polonia       | 4:29.239 | q    |
| 7         | Simona Frapporti Tatiana Guderzo Francesca Pattaro Silvia Valsecchi      | Italia        | 4:29.857 | q    |
| 8         | Huang Dongyan Jing Yali Ma Menglu Zhao Baofang                           | Cina          | 4:29.941 | q    |
| 9         | Caroline Ryan Lydia Boylan Josie Knight Melanie Späth                    | Irlanda       | 4:32.127 |      |
| 10        | Stephanie Pohl Charlotte Becker Mieke Kröger Gudrun Stock                | Germania      | 4:32.398 |      |
| 11        | Ina Savenka Katsiaryna Piatrouskaya Polina Pivovarova Marina Shmayankova | Bielorussia   | 4:32.952 |      |
| 12        | Tamara Balabolina Gulnaz Badykova Anastasia Chulkova Evgenia Romanyuta   | Russia        | 4:35.521 |      |
| 13        | Sakura Tsukagoshi Minami Uwano Yumi Kajihara Kisato Nakamura             | Giappone      | 4:38.394 |      |

- Q = qualificati, in gara per finale dell'oro
- q = qualificati, in gara per finale del bronzo

### Primo turno
I vincitori della terza e quarta batteria si qualificarono alla finale per l'oro, gli altri in ordine di classifica dei tempi gareggiarono dal terzo all'ottavo. 
| Posizione | Atleti                                                              | Nazione       | Tempo    | Gap     | Note |
| --------- | ------------------------------------------------------------------- | ------------- | -------- | ------- | ---- |
| 6 vs 7    |                                                                     |               |          |         |      |
| 1         | Simona Frapporti Tatiana Guderzo Francesca Pattaro Silvia Valsecchi | Italia        | 4:26.162 |         |      |
| 2         | Katarzyna Pawłowska Eugenia Bujak Edyta Jasińska Natalia Rutkowska  | Polonia       | 4:29.166 | +3.004  |      |
| 5 vs 8    |                                                                     |               |          |         |      |
| 1         | Laura Trott Elinor Barker Ciara Horne Joanna Rowsell Shand          | Gran Bretagna | 4:16.350 |         | QB   |
| 2         | Huang Dongyan Jing Yali Ma Menglu Zhao Baofang                      | Cina          | 4:27.762 | +11.412 |      |
| 2 vs 3    |                                                                     |               |          |         |      |
| 1         | Allison Beveridge Jasmin Glaesser Kirsti Lay Georgia Simmerling     | Canada        | 4:18.261 |         | QG   |
| 2         | Lauren Ellis Rushlee Buchanan Jaime Nielsen Racquel Sheath          | Nuova Zelanda | 4:18.264 | +0.003  | QB   |
| 1 vs 4    |                                                                     |               |          |         |      |
| 1         | Sarah Hammer Kelly Catlin Chloe Dygert Jennifer Valente             | Stati Uniti   | 4:14.806 |         | QG   |
| 2         | Annette Edmondson Georgia Baker Ashlee Ankudinoff Amy Cure          | Australia     | 4:18.559 | +3.753  |      |

- QG = qualificati alla finale per l'oro
- QB = qualificati alla finale per il bronzo

### Finali
| Posizione                   | Atlete                                                                 | Nazione       | Tempo    | Gap    |
| --------------------------- | ---------------------------------------------------------------------- | ------------- | -------- | ------ |
| Finale per l'oro            |                                                                        |               |          |        |
| 1                           | Sarah Hammer Kelly Catlin Chloe Dygert Jennifer Valente                | Stati Uniti   | 4:16.802 |        |
| 2                           | Allison Beveridge Jasmin Glaesser Kirsti Lay Georgia Simmerling        | Canada        | 4:19.525 | +2.723 |
| Finale per il bronzo        |                                                                        |               |          |        |
| 3                           | Laura Trott Elinor Barker Ciara Horne Joanna Rowsell Shand             | Gran Bretagna | 4:16.540 |        |
| 4                           | Lauren Ellis Rushlee Buchanan Jaime Nielsen Racquel Sheath             | Nuova Zelanda | 4:20.225 | +3.685 |
| Finale per il quinto posto  |                                                                        |               |          |        |
| 5                           | Georgia Baker Ashlee Ankudinoff Amy Cure Rebecca Wiasak                | Australia     |          |        |
| 6                           | Beatrice Bartelloni Tatiana Guderzo Francesca Pattaro Silvia Valsecchi | Italia        | OVL      |        |
| Finale per il settimo posto |                                                                        |               |          |        |
| 7                           | Katarzyna Pawłowska Edyta Jasińska Justyna Kaczkowska Daria Pikulik    | Polonia       | 4:27.165 |        |
| 8                           | Huang Dongyan Jing Yali Ma Menglu Zhao Baofang                         | Cina          | 4:27.508 | +0.343 |